# Käsbach (Main)
Der Käsbach ist etwa sechs Kilometer langer, rechter und nördlicher Zufluss des Mains. Er ist dessen letzter Zufluss, bevor jener dann etwa zwei Kilometer später an der Mainspitze seinerseits in den Rhein einmündet.

## Name
Der Namensbestandteil "Käs" leitet sich möglicherweise von mhd. kes mit der Bedeutung sumpfiges, bruchiges Gelände ab.

## Geographie

### Verlauf
Der Käsbach entspringt, als Zweiter Käsbach, am Ostrand des bebauten Areals auf dem US-Militärflugplatz Wiesbaden-Erbenheim. Noch in der Nähe des Flugplatzes nimmt er von einer Kläranlage dessen Abwässer auf.
Sodann berührt er mit seinem linken Ufer ein Gebiet ausgekiester Baggerseen. Er unterquert an der Anschlussstelle Hochheim-Nord zuerst die Bundesstraße 40 und danach die Bundesautobahn 671.  Etwas bachabwärts vereinigt er sich am westlichen Stadtrand von Hochheim am Main mit dem Ersten Käsbach und trägt von dort an nur noch die Bezeichnung Käsbach.
Während er bis dahin durch relativ ebenes Gelände geflossen ist, fließt er jetzt in südwestlicher Richtung durch einen Käsbachtal genannten Einschnitt mit Kleingärten, Wiesen und großflächigen Feldern. Bei der Donnermühle erreicht er den Ostrand des Wiesbadener Stadtteils Mainz-Kostheim.
Dort schlägt der Käsbach die Richtung nach Süden ein, unterquert wiederum die B 40 sowie die Bahnstrecke Frankfurt – Wiesbaden, wird unterirdisch durch das ehemalige Betriebsgelände der Zellstoff Waldhof (jetzt SCA) geführt und mündet schließlich am östlichen Ende des Hafenbeckens von Mainz-Kostheim in den Main ein als letzter Zufluss, der ihn etwa 2 Kilometer vor seiner eigenen Einmündung in den Rhein erreicht.

### Einzugsgebiet
Das 7,6 km² große Einzugsgebiet des Käsbachs liegt im Main-Taunusvorland und in der Untermainebene. Es wird über den Main und den Rhein zur Nordsee entwässert.
Es grenzt
- im Nordosten und Osten an das des Mainzuflusses Wickerbach
- im Südwesten an das des Königsbachs
- und im Nordwesten an das des  Wäschbachs, der über den Salzbach in den Rhein entwässert.

Der größte Teil der Fläche des Einzugsgebiets wird als Ackerland genutzt.

## Charakter und Daten
Der Käsbach ist ein silikatischer Mittelgebirgsbach und ein Gewässer III. Ordnung.
Der Käsbach ist fast auf seiner gesamten Länge der Gewässergüteklasse II-III (kritisch belastet) zugeteilt.